# Achelia scabra
Achelia scabra is een zeespin uit de familie Ammotheidae. De soort behoort tot het geslacht Achelia. Achelia scabra werd in 1880 voor het eerst wetenschappelijk beschreven door Wilson. 